# Aesculus marylandica
Aesculus marylandica là một loài thực vật có hoa trong họ Bồ hòn. Loài này được Booth ex Dippel mô tả khoa học đầu tiên năm 1892.